# 伦敦格拉夫珠宝行大劫案

伦敦警方发布的摄像头拍摄的嫌犯图像。走在前面的是Craig Calderwod,后面的是Aman Kassaye

伦敦格拉夫珠宝行大劫案（2009 Graff Diamonds robbery），发生于2009年8月6日。两名装扮成顾客的男子进入位于伦敦新邦德街的格拉夫珠宝行，抢走价值4千万英镑的珠宝。这是继2006年的英格兰银行金库大劫案以来在英国发生的又一起涉案价值超过4千万英镑的案件。劫匪总共抢走43件珠宝，其中一件项链据称价值超过三百五十万英镑。碰巧的是，英国上一次最大的珠宝抢劫案是2003年发生在格拉夫珠宝行。截至2010年8月，失窃的珠宝一件都没有找回来。

## 劫持过程
劫匪聘用了专业的化妆人员帮助其化妆。他们使用了假发，改变了肤色并且使用了假肢。他们欺骗化妆人员说是为了拍摄MTV的需要。为此，化妆师花费了4个小时来为其进行化妆。嫌疑人之一的Aman Kassaye在镜子里看了化妆师的“杰作”后调侃道，“连我的母亲都认不出来我了，不是吗？”有趣的是，2006年的英格兰银行金库大劫案，劫匪也是在同一个化妆工作室进行的化妆（当然化妆师也是在毫不知情的情况下进行的）。
2009年8月6日下午4点40分，两名衣着光鲜的男子乘坐計程車到达格拉夫珠宝行。他们攜帶着两只手抢进入店内。他们并没有在摄像头下试图隐藏自己的面孔。两人中的一人在八月天气还带着皮手套，即便如此，店内保安也并没有引起怀疑，大概是因为他们对常光顾此地的富豪们的怪异行为已经习以为常。
店员Petra Ehnar，被劫匪用枪胁迫把展示柜台内的所有展品拿了出来，总共43件珠宝。她被劫匪劫持做人质到街上，劫匪告诉她如果她不按照他们要求的去做的话，他们就会杀死她。在大街上，劫匪释放了她，并且朝空中鸣枪制造了混乱。劫匪跳上了一辆蓝色宝马车离去。这辆车在附近的Dover street被抛弃，劫匪在此处又朝地面开了一枪，然后换乘一辆银色奔驰车。他们在附近的Farm street第三次换车。此后便行影无踪。
所有的被劫珠宝上都有格拉夫珠宝行和Gemological Institute of America珠宝鉴定行的激光标志。
侦探这样描述道，“他们明确知道他们在找什么。我们怀疑他们已经为这些珠宝找到了市场才实施抢劫。”警察将嫌疑人的详细资料分发给了所有的港口和机场，因为警察相信劫匪一定已经策划好了逃生路线并试图离开英国。

## 格拉夫珠宝行的损失
由于截至2010年8月，失窃的珠宝一件都没有找回来，所以格拉夫珠宝行遭受了超过1千万美元的损失。保险业估计的损失应该在3千9百万美元（2千6百万英镑）左右。但是根据公司秘书Nicholas paine的说法，该公司只投保了两千八百九十万美元。

## 逮捕和起诉
后来很快劫匪就被逮捕。警察搜查了劫匪丢弃的宝马汽车。在车中，一个劫匪的手机被发现，劫匪Aman Kassaye和Craig Calderwood在转车逃跑途中将手机遗忘在驾驶座和手刹中间，因此警察很快就锁定劫匪的身份并且追查到两人的下落。
在2009年8月20日，26岁男子Craig Calderwood，24岁男子Solomun Beyene被落案起诉。8月21日，第三名42岁男子Clinton Mogg也被起诉。 9月1日，第四名50岁男子也被逮捕。截至10月中旬，多达10名男子因此案件被逮捕。他们的罪名是密谋抢劫、试图谋杀、劫持人质、非法使用武器和拒捕。
aAman Kassaye，这起罪案的主谋和主犯，在Woolwich Crown Court法庭经过三个月的审判后被因阴谋抢劫、劫持人质和非法使用武器行为被判有罪。2010年8月7日，他被判处23年徒刑。另外三个人-来自伦敦的25岁的Solomun Beyene、来自Bournemouth的43岁的Clinton Mogg、来自Kingston upon thames的46岁Thomas thomas，被分别判处16年徒刑。
截至2010年8月，所有的失窃珠宝一件都没有找回来。据信这些珠宝可能已经被拆解并重新切割了。